# Лезеньо
Лезѐньо (на италиански: Lesegno; на пиемонтски: 'Lsegn, Ълзен) е село и община в Северна Италия, провинция Кунео, регион Пиемонт. Разположено е на 422 m надморска височина. Населението на общината е 871 души (към 2010 г.).